# Le Vent de la nuit (roman)
Pour les articles homonymes, voir Le Vent de la nuit (homonymie).
Le Vent de la nuit est un roman de Michel del Castillo publié en 1972 aux éditions Julliard et ayant reçu le prix des Libraires et le prix des Deux Magots l'année suivante.

## Éditions
- Le Vent de la nuit, éditions Julliard, 1972.